# PubMed
PubMed és una base de dades d'accés gratuït que inclou entre d'altres MEDLINE, base de dades bibliogràfica d'articles de recerca en biomedicina i ciències de la vida, PubMed Central (PMC) i Bookself. Principalment tracta de medicina, però a més proveeix informació de ciències biomèdiques com per exemple bioquímica i biologia cel·lular. Està oferta per la United States National Library of Medicine (Biblioteca Nacional de Medicina dels Estats Units) que forma part dels National Institutes of Health (NIH o Instituts Nacionals de Salut), qui manté la base de dades com a part del sistema Entrez de recuperació d'informació.
Moltes citacions del PubMed contenen enllaços a articles sencers (full text articles) que són gratuïts, normalment a la Biblioteca digital de PubMed (PubMed Central Digital Library).
PMID (PubMed Identifier) és el codi únic identificador per a cada registre de PubMed. No és el mateix que PMCID (PubMed Cental Identifier) que és el codi identificador per a cada registre de PubMed amb accés lliure al text complet, pertanyent a PubMed Central.

## Característiques

### Recerques estàndard
Les recerques simples a PubMed es poden dur a terme mitjançant la introducció dels aspectes clau d'un objecte a la finestra de recerca de PubMed.
PubMed tradueix aquesta formulació de recerca inicial i afegeix automàticament els noms dels camps, termes MeSH (Medical Subject Headings) rellevants, sinònims, operadors booleans, i els termes resultants 'aniuats' apropiadament, millorant així la formulació de la recerca de manera significativa, en particular, mitjançant la combinació de forma rutinària de paraules de text (utilitzant l'operador OR) i termes MeSH.
Els exemples donats en un tutorial PubMedl demostren com funciona aquest procés automàtic:
Causes Sleep Walking és traduït com:
("etiology"[Subheading] OR "etiology"[All Fields] OR "causes"[All Fields] OR "causality"[MeSH Terms] OR "causality"[All Fields]) AND
("somnambulism"[MeSH Terms] OR "somnambulism"[All Fields] OR ("sleep"[All Fields] AND "walking"[All Fields]) OR "sleep walking"[All Fields])
Igualment,
Heart Attack Aspirin Prevention és traduït com:
("myocardial infarction"[MeSH Terms] OR ("myocardial"[All Fields] AND "infarction"[All Fields]) OR "myocardial infarction"[All Fields] OR ("heart"[All Fields] AND "attack"[All Fields]) OR "heart attack"[All Fields]) AND
("aspirin"[MeSH Terms] OR "aspirin"[All Fields]) AND
("prevention and control"[Subheading] OR ("prevention"[All Fields] AND "control"[All Fields]) OR "prevention and control"[All Fields] OR "prevention"[All Fields])
La nova interfície de PubMed, llançada a l'octubre de 2009, fomenta l'ús de formulacions ràpides (com ho fa el cercador de Google).